# Thorigny-sur-Marne
Thorigny-sur-Marne è un comune francese di 9 441 abitanti situato nel dipartimento di Senna e Marna nella regione dell'Île-de-France.

## Società

### Evoluzione demografica
Abitanti censiti

## Amministrazione

### Gemellaggi
- Erbach, Germania